# Joost Wynant
Joost Wynant is een Belgische filmregisseur en acteur.
Hij begon als jonge tiener te acteren en speelde een aantal rollen in Vlaamse televisiereeksen waaronder o.a. "Heterdaad" en "Witse". Op zijn zestiende speelde hij mee in de speelfilm "Rosie" van Patrice Toye waar hij de rol van Jimmy, het imaginaire vriendje van Rosie vertolkte. Na zijn studies op het rits won hij met zijn kortfilm de VAF wildcard en de Canvasprijs. Met het erg beperkte prijzengeld van de wilcard schreef en regisseerde hij de speelfilm "de laatste zomer". Deze speelfilm met o.a. acteurs Robrecht Vanden Thoren, Gilles De Schryver, Bram Van Outryve en Laura Verlinden kwam uit in 2007 en werd geproduceerd door Caviar Film en begeleid door Frank Van Passel. Hij werkte ook nog als regisseur voor verschillende theater en televisieproducties waaronder het eerste seizoen van Benidorm Bastards dat een International Emmy Award en de Rose d'Or won. Hij werkte ook mee aan verschillende theaterproducties van het theatergezelschap Bleeding Bulls. In 2018 maakte hij samen met Louis Pons en Maarten Goffin met productiehuis Visualantics de documentairefilm "Sideline" die op het filmfestival van Oostende in première ging en op Canvas te zien was. Hij deed in ook samen met Frank van Mechelen de regie van de Vlaams - Duitse fictiereeks "De Kraak" over een jonge hacker die met een bende een digitale bankroof wil plegen. Deze televisiereeks met o.a. acteurs Gene Berrevoets, Koen De Graeve en Tijmen Govaerts was in 2021 op ZDFneo in Duitsland te zien en zal ook in België op VTM en STREAMZ te zien zijn. In 2021 deed hij de regie voor de prestigieuze Vlaamse Fictie reeks "Onder Vuur" over een atypisch brandweerkorps in Oostende. Deze Geronimo Film-productie met o.a. acteurs Louis Talpe, Dirk Van Dijck, Lynn Van Rooyen, Alessia Sartor en Aimee Claeys kwam in september 2021 op de Vlaamse zender Eén.  